# 臺北新十大建設
臺北新十大建設，是指2012年12月24日，郝龍斌在擔任台北市長就職六周年記者會上所提出的新十大建設簡要說明。

## 臺北的新十大建設項目
1. 臺北雙子星計畫
2. 松山機場開發案
3. 捷運中正紀念堂站至象山站段及捷運松山線
4. 光纖到府
5. 臺北市雲端產業園區
6. 臺北秋葉原
7. 臺北藝術中心
8. 北部流行音樂中心
9. 臺北影視音產業園區
10. 臺北城市綠丘（世貿二館開發）